# Risoba jucunda
Risoba jucunda är en fjärilsart som beskrevs av Walker 1862. Risoba jucunda ingår i släktet Risoba och familjen trågspinnare. Inga underarter finns listade.